# Cantón de Fontainebleau
El cantón de Fontainebleau es una división administrativa francesa, situada en el departamento de Sena y Marne y la región Isla de Francia.

## Geografía
Este cantón es organizado alrededor de Fontainebleau en él distrito de Fontainebleau.

## Composición
El Cantón de Fontainebleau agrupa 7 comunas:
- Avon
- Bois-le-Roi
- Fontainebleau
- Héricy
- Samois-sur-Seine
- Samoreau
- Vulaines-sur-Seine

## Demografía
| 38,884 | 40,662 | 40,598 | 42,366 | 44,247 | 44,602 |
| Para los censos de 1962 a 1999 la población legal corresponde a la población sin duplicidades (Fuente: INSEE [Consultar]) |        |        |        |        |        |